# سوق سباح

تعديل مصدري - تعديل

سوق سباح هي إحدى قرى عزلة سباح بمديرية سباح التابعة لمحافظة أبين، بلغ تعداد سكانها 149 نسمة حسب تعداد اليمن لعام 2004.